# Les Indians 3
Série Les Indians
Les Indians 2
(1994)
Pour plus de détails, voir Fiche technique et Distribution.
Les Indians 3 ou Ligue Majeure: Retour dans les mineures au Québec (Major League: Back to the Minors) est un film américain écrit et réalisé par John Warren, sorti en 1998. Il s'agit du 3e film de la série Les Indians, après Les Indians (1989) et Les Indians 2 (1994).

## Synopsis
Roger Dorn est maintenant le propriétaire des Twins du Minnesota. Gus Cantrell, lanceur vieillissant du Miracle de Fort Myers, est sur le point de prendre sa retraite. Roger le recrute alors pour entrainer les Buzz, l'équipe AAA de ligue mineure affiliée aux Twins.
Un jour, Gus se dispute fortement avec Leonard Huff, l'entraineur prétentieux des Twins. Ce dernier le défie dans un match entre les Twins et les Buzz et Gus accepte. Les Buzz et ses joueurs hauts en couleur vont donc devoir affronter une équipe de ligue majeure avec pour mission d'au moins faire bonne figure.

## Fiche technique
- Titre français : Les Indians 3
- Titre original : Major League: Back to the Minors
- Réalisation : John Warren
- Scénario : John Warren, d'après les personnages créés par David S. Ward
- Musique : Robert Folk
- Photographie : Tim Suhrstedt (en)
- Montage : O. Nicholas Brown et Bryan H. Carroll
- Production : Gary Barber, Michael Rachmil, James G. Robinson & Bill Todman Jr.
- Costumes : Mary McLeod
- Décors : Frank Galline
- Sociétés de production : Morgan Creek Productions
- Société de distribution : Warner Bros.
- Budget : 18 000 000 $
- Pays :  États-Unis
- Langue originale : anglais
- Format : Couleur - 35 mm - 1.85:1 - son Dolby
- Genre : comédie sportive
- Durée : 100 minutes
- Dates de sortie :

 États-Unis : 17 avril 1998

## Distribution
- Corbin Bernsen (VQ : Jean-Marie Moncelet) : Roger Dorn
- Scott Bakula (VQ : Daniel Picard) : Gus Cantrell
- Bob Uecker (VQ : Benoît Marleau) : Harry Doyle
- Kenny Johnson (VQ : Bernard Fortin) : Lance "The Dance" Pere
- Thom Barry (VQ : Victor Désy) : Frank "Pops" Morgan
- Eric Bruskotter (VQ : François Godin) : Rube Baker
- Takaaki Ishibashi (VQ : Jacques Lavallée) : Taka Tanaka
- Dennis Haysbert (VQ : Guy Nadon) : Pedro Cerrano
- Judson Mills (VQ : François Sasseville) : Hog Ellis
- Walton Goggins (VQ : Patrice Dubois) : Billy "Downtown" Anderson
- Peter Mackenzie (en) (VQ : Pierre Auger) : Carlton "Doc" Windgate
- Ted McGinley (VQ : Mario Desmarais) : Leonard Huff
- Jensen Daggett (en) (VQ : Christine Séguin) : Maggie Reynolds
- Steve Yeager  : Duke Temple
- Lobo Sebastian (VQ : Jean-Luc Montminy) : Carlos Liston

doublage en français
- Studio de doublage : AstralTech (Québec)
- Directeur artistique : Anne Caron
- Adaptation des dialogues : ?

Source: Doublage Québec